# Canzoniere Colocci-Brancuti
Il Cancioneiro da Biblioteca Nacional, meglio noto come Canzoniere Colocci-Brancuti, è una raccolta di testi in lingua galiziano-portoghese. Queste cantigas (canzoni) sono classificate, seguendo indicazioni nelle poesie stesse, in tre grandi generi: cantigas de amigo (canzoni d'amore con voci femminili), cantigas de amor (canzoni d'amore con voci maschili) e cantigas de escárnio e mal-dizer (canzoni di scherno e di maledire).

## Storia
Questa raccolta fu ricopiata in Italia (presumibilmente da un manoscritto portoghese o spagnolo) intorno al 1525-1526 dall'umanista Angelo Colocci (1467-1549), che numerò tutte le canzoni, realizzò un indice (comunemente chiamato Tavola Colocciana), e annotò il codice. Nel XIX secolo il Canzoniere appartenne al conte Paolo Brancuti di Cagli da Ancona, dove fu scoperta una sua libreria privata nel 1878. In seguito il conte vendette il manoscritto al filologo italiano Ernesto Monaci, che lo lasciò ai suoi eredi a condizione che esso non uscisse dall'Italia. Tuttavia, il manoscritto fu acquisito dal governo portoghese nel 1924 e da allora è sempre stato nella Biblioteca nazionale del Portogallo, a Lisbona.
Il Cancioneiro fu ricopiato da sei differenti mani secondo le più recenti analisi, usando sia la scrittura gotica che corsiva.
Delle 1664 canzoni originali ne sono rimaste solo 1560. Alcuni compositori trovati in esso sono Dionigi del Portogallo, D. Sancho I, D. Pedro, conte di Barcelos, Pay Soares de Taveirós, João Garcia de Guilhade, Johan Airas de Santiago, Airas Nunes, Martín Codax. In totale i poeti sono 160.